# Flaviano Labò
Flaviano Labò (Borgonovo Val Tidone (nabij Piacenza), 1 februari 1927 – Milaan, 13 februari 1991), was een Italiaanse operatenor, vooral verbonden met heroïsche rollen van het Italiaanse repertoire.

## Biografie
Toen Labò in het leger was, werd hij opgemerkt door de dirigent Antonino Votto en studeerde vervolgens bij Ettore Campogalliani in Parma, Renato Pastorino in Milaan en Valentino Metti in Piacenza. Hij maakte zijn podiumdebuut in het Teatro Municipale in Piacenza, als Cavaradossi in Tosca, in 1954.
Labò werd bewonderd om zijn robuuste, typisch Italiaanse stem en zijn directe, onaangedane manier van zingen.

## Loopbaan
Hij zong weldra in Italië en verschillende Europese operahuizen, zowel als in Zuid-Amerika, alvorens zijn debuut te maken op 29 november 1957, in de Metropolitan Opera in New York, als Alvaro in La forza del destino, waar hij dertien rollen zong in acht seizoenen, inclusief Alfredo in La traviata, Manrico in Il trovatore, en Radamès in Aïda. In 1959 zong hij in de New York City Opera als Calaf in Puccini's Turandot (onder leiding van Julius Rudel en Rodolfo in La bohème (tegenover Chester Ludgin als Marcello). Hij verscheen ook in de San Francisco Opera en de operahuizen van Philadelphia, Houston en New Orleans.
Andere belangrijke debuten waren in het Royal Opera House in Londen en het Palais Garnier in Parijs, beide als Radamès in Aïda in 1959. Hij zong voor het eerst in het Teatro alla Scala in Milaan, in de titelrol van Don Carlos, in 1960. Hij trad op in de Maggio Musicale Fiorentino in 1967, als Gualtiero in Il pirata, tegenover Montserrat Caballé, en was een vaste gast in de Arena van Verona. Hij had ook gastoptredens in de Weense Staatsopera, het Opernhaus Zürich, het Teatro Nacional de São Carlos in Lissabon, en het Teatro Colón in Buenos Aires.
Andere opmerkelijke rollen omvatten Macduff in Verdi's Macbeth, Enzo in La Gioconda, en Turiddu in Mascagni's Cavalleria rusticana. Zijn laatste optreden was in Turijn, als Ismaele in Nabucco, in 1987. Hij stierf bij een auto-ongeluk in Milaan op 64-jarige leeftijd.

## Opnamen
Hij maakte verhoudingsgewijs weinig opnamen, maar is te horen in een volledige opname van Don Carlos, tegenover Antonietta Stella, Ettore Bastianini en Boris Christoff, voor Deutsche Grammophon, in 1960. Hij nam ook fragmenten op van Manon Lescaut, tegenover Anna Moffo, voor RCA, in 1963. Onder zijn piratenopnames bevindt zich een uitvoering uit 1958 van Aïda in Mexico-Stad, met Anita Cerquetti, Nell Rankin, Cornell MacNeil, Fernando Corena en Norman Treigle.
- Biblioteca Nacional de España: XX5073337
- Bibliothèque nationale de France: cb14040336c (data)
- Gemeinsame Normdatei: 134721594
- International Standard Name Identifier: 0000 0000 5517 149X
- Library of Congress Control Number: n83178702
- Nationale Bibliotheek van Letland: 000323343
- MusicBrainz: 208ea392-17d4-45f6-bcfb-8990cca50050
- Nationale Bibliotheek van Tsjechië: xx0150605
- Nationale Bibliotheek van Israël: 987011016868805171
- Istituto Centrale per il Catalogo Unico: INTV025740
- SNAC: w6vf1g6x
- Système universitaire de documentation: 243825609
- Virtual International Authority File: 33378535
- WorldCat: E39PBJfx7BQVwQCjwQqBM3DQbd